# Petr Klimeš
Petr Klimeš (* 27. září 1961) je bývalý český manažer, v letech 2002–2003 prozatímní ředitel České televize.

## Kariéra
V roce 1983 vystudoval ekonomiku zahraničního obchodu na obchodní fakultě Vysoké školy ekonomické v Praze a do roku 1989 tam i vyučoval. Poté do roku 1991 pracoval ve funkci vedoucího oddělení hospodářských vztahů státního podniku Pramen Praha, následně působil v průběhu 90. let jako vrcholný manažer v soukromém sektoru. V letech 1999–2001 byl náměstkem pro ekonomiku státního podniku Transgas a posléze jeden měsíc i místopředsedou představenstva a finančním ředitelem nově zřízené státní akciové společnosti Transgas. V březnu 2002 se na základě výběrového řízení stal finančním ředitelem České televize (ČT).
Po odvolání generálního ředitele ČT Jiřího Balvína byl k 29. listopadu 2002 jmenován Radou ČT prozatímním ředitelem České televize, funkce finančního ředitele mu zůstala. V lednu 2003 byl Radou ČT pověřen i dočasným řízením Televizního studia Brno (TS Brno), ovšem o týden později sám pověřil brněnského pracovníka Radomíra Kose zastupováním při řízení TS Brno. Klimeš se v lednu 2003 přihlásil do výběrového řízení na generálního ředitele ČT. Média ho označovala za favorita, avšak do druhého kola nepostoupil. V něm členové Rady ČT nového generálního ředitele ale zvolit nedokázali, v červnu 2003 se proto přihlásil i do další volby. V ní se dostal do užšího výběru, ve kterém radní nakonec zvolili Jiřího Janečka, jenž do pozice generálního ředitele ČT nastoupil 19. července 2003. Klimeš sice nejprve nadále zůstal finančním ředitelem, ale po vzájemné dohodě s Janečkem nakonec k 31. srpnu 2003 v televizi skončil.
V prosinci 2003 se stal viceprezidentem pro finance státní akciové společnosti Aero Vodochody. Od prosince 2004 byl předsedou představenstva této firmy a od července 2005 prezidentem společnosti. Za jeho působení provedla první vláda Mirka Topolánka privatizaci Aera, které od státu odkoupila skupina Penta Investments. Ta v lednu 2007 vyměnila celé vedení společnosti, takže Klimeš skončil v obou zastávaných pozicích.
V dubnu 2009 opět kandidoval na generálního ředitele České televize, nepostoupil však do druhého kola výběru. Ve třetím kole Rada ČT znovu zvolila Jiřího Janečka.

## Osobní život
Je ženatý, jeho manželkou je akademická malířka. Spolu mají dvě dcery.